# Schangnau
Schangnau – gmina (niem. Einwohnergemeinde) w Szwajcarii, w kantonie Berno, w regionie administracyjnym Emmental-Oberaargau, w okręgu Emmental. 31 grudnia 2020 liczyła 918 mieszkańców.